# Hartmut Michel
Hartmut Michel (ur. 18 lipca 1948 w Ludwigsburgu) – niemiecki biochemik, laureat Nagrody Nobla.
W 1969 roku, po okresie służby wojskowej, podjął studia na Uniwersytecie w Tybindze, który jako jedyny w ówczesnych Niemczech umożliwiał studiowanie biochemii już od pierwszego roku. Swoją pracę dyplomową na temat aktywności ATPazy u bakterii, pisał w Instytucie Biologii Maxa Plancka w Tybindze. W 1975 roku wraz z Dieterem Oesterhaltem przeniósł się na Uniwersytet w Wurzburgu. Tam podjął próby uzyskania kryształów bakteriorodopsyny, które okazały się na tyle obiecujące, że podjął współpracę z zespołem krystalografów działających w Instytucie Biochemii im. Maxa Plancka w Martinsried pod Monachium, kierowanym przez Roberta Hubera. Uzyskane kryształy okazały się jednak zbyt małe i miały zbyt nieuporządkowaną strukturę.
Z tego względu Michel podjął próby uzyskania kryształów innych białek błonowych, zwłaszcza biorących udział w procesie fotosyntezy. Prowadzone w latach 1982–1985 przez niego oraz Johanna Deisenhofera badania rentgenostrukturalne pozwoliły na wyznaczenie dokładnego położenia ponad 10 tysięcy atomów w białku.
W 1988 roku otrzymał, wraz z Robertem Huberem i Johannem Deisenhoferem, nagrodę Nobla w dziedzinie chemii za wyznaczenie trójwymiarowej struktury centrum reakcji fotosyntezy u bakterii.